# بریج (دندان‌پزشکی)

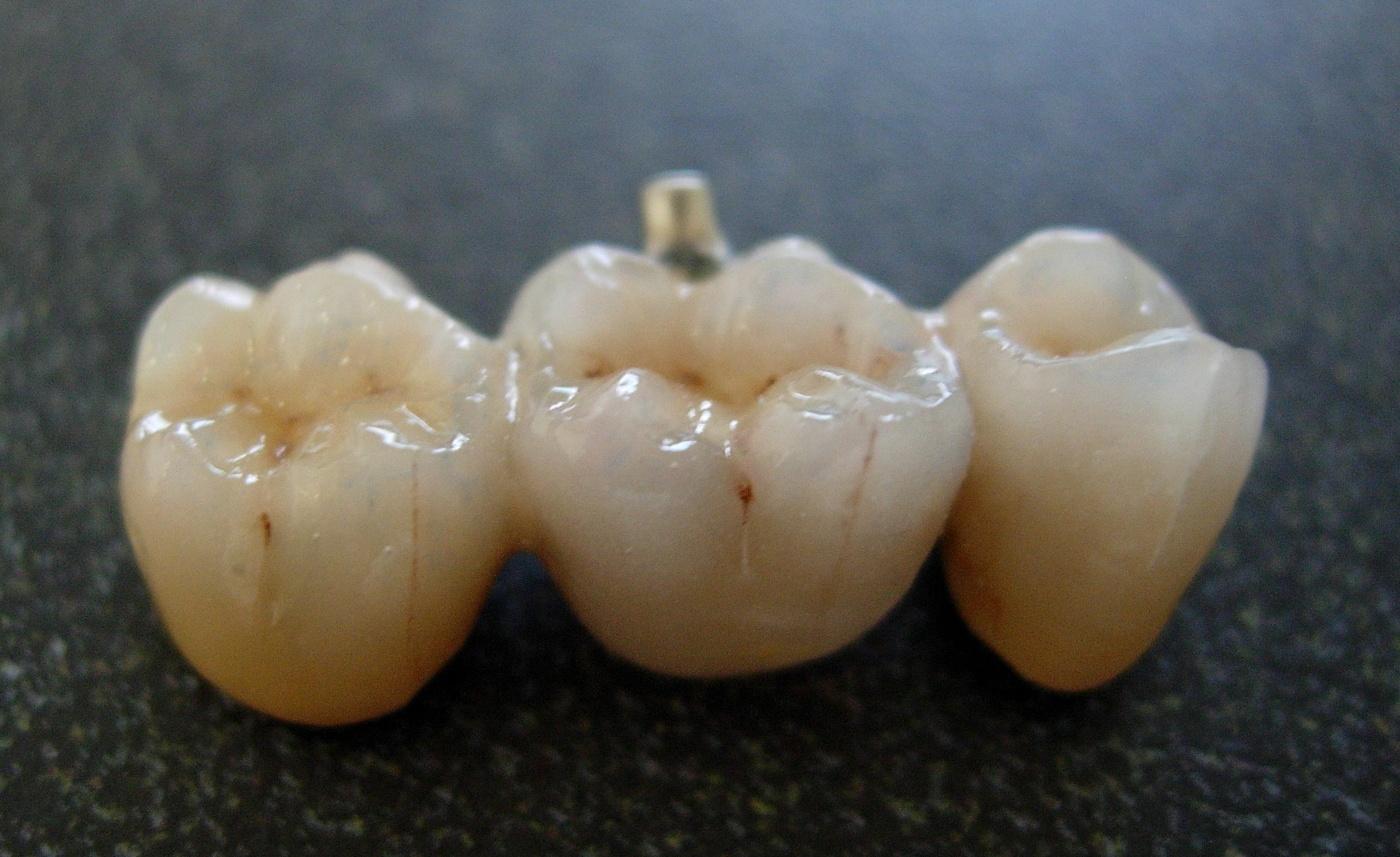
یک واحد سه‌تایی از پرسلان جوش‌خورده به بریج فلزی.

بریج (به انگلیسی: Bridge) عنوان ساختاری در دندان‌پزشکی است که برای جبران دندان یا دندان‌های از دست رفته‌ای که میان دندان‌های دیگر قرار داشته‌اند استفاده می‌شود. بریج‌ها می‌توانند به جویدن و صحبت‌کردن فرد کمک کنند. در بریج، برای پشتیبانی از جایگزینِ دندانِ از دست رفته، از دندان‌های کناری استفاده می‌شود که به این دندان‌ها دندان پایه می‌گویند. نحوهٔ اتصال به دندان‌های پایه ممکن است به صورت باندشدن یا با استفاده از روکش باشد.
بریج‌ها ممکن است ثابت یا متحرک باشند. بریج‌های متحرک را می‌توان از دهان بیرون آورد و تمیز کردن، اما بریج‌های ثابت تنها توسط دندان‌پزشک قابل برداشته‌شدن هستند.
جنس بریج ممکن است از طلا، آلیاژهای دیگر یا پرسلن (چینی)ویا ترکیب فلز وپرسلن(pfm) باشد. در بریج‌های فلزی میزان تراش لازم برای دندان‌های کناری کم است، اما در بریج‌های چینی با روکش فلزی تراش بیشتری نیاز است و این مقدار در روکش‌های تمام‌چینی کمی بیشتر می‌شود.